# Glaphyria sesquistrialis
Glaphyria sesquistrialis is een vlinder uit de familie van de grasmotten (Crambidae). De wetenschappelijke naam van de soort is voor het eerst gepubliceerd in 1823 door Jacob Hübner.
De soort komt voor in Canada (Ontario), de Verenigde Staten en Sint-Maarten.